# Latarnia morska Farne
Latarnia morska Farne – latarnia morska położona na niewielkiej grupie wysp Farne około pięciu kilometrów od wsi North Sunderland w Northumberland. W 1987 roku latarnia wraz z zabudowaniami została wpisana na listę zabytków English Heritage.
Latarnia została zbudowana w 1809 roku według projektu Daniela Alexandra przez Trinity House jako kompletna stacja z okrągłą 13 metrową wieżą.
Latarnia została zautomatyzowana w 1910 roku. W 1996 roku została zmodernizowana, a zasilanie zostało przebudowane na solarne.
Zasięg światła białego wynosi 10 Mm, a czerwonego 7 Mm. Obecnie stacja jest monitorowana z Trinity House Operations & Planning Centre w Harwich.